# Carteret (New Jersey)
Carteret è un comune degli Stati Uniti d'America, nella contea di Middlesex, nello Stato del New Jersey. Come da censimento del 2010 degli USA, la città conta 22.844 abitanti.